# Fusion (genere musicale)
La fusion, jazz fusion o progressive jazz, è un genere musicale emerso negli anni settanta e sviluppatosi prevalentemente negli anni ottanta. Lo stile, che si identificava originariamente con la prima ondata di artisti jazz rock o rock jazz, ha assorbito nel tempo influenze da più repertori musicali quali il funk e la psichedelia, e talvolta alcune espressioni di musica etnica e tradizionale, come quelle latina e orientale. Tra i maggiori esponenti della corrente vi sono Miles Davis, Chick Corea, Weather Report, Frank Zappa, Herbie Hancock, Joe Zawinul, Wayne Shorter, John McLaughlin, Lenny White, Al Di Meola, Pat Metheny e Allan Holdsworth.

## Descrizione

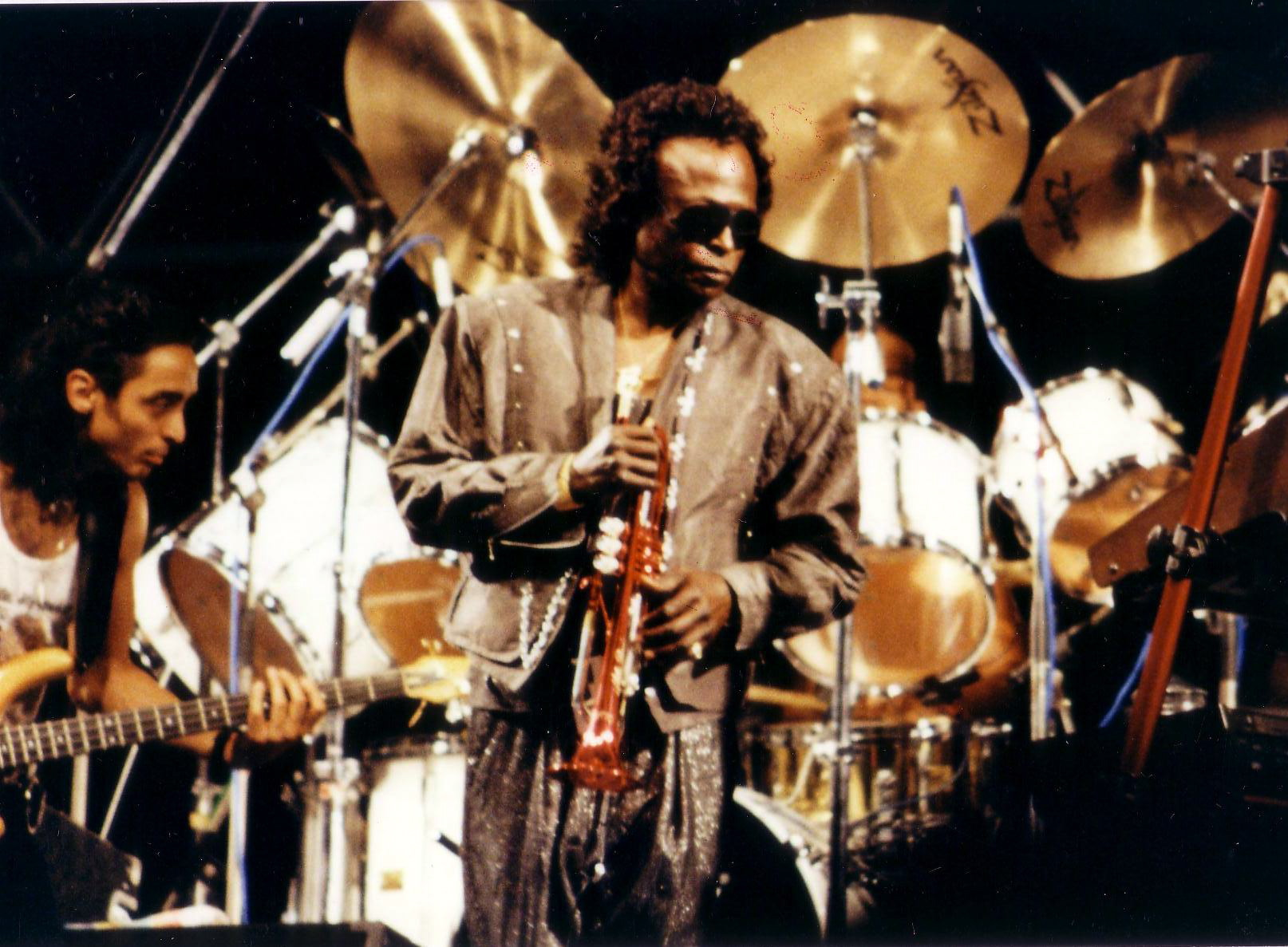
Miles Davis

Lo stile fonde stilemi tipici del jazz, tra cui l'improvvisazione e il virtuosismo, a una strumentazione tipicamente rock dove gli strumenti elettrici, le tastiere e la strumentazione elettronica in generale hanno un ruolo predominante nel determinare il suono. Altri aspetti importanti del genere fusion sono la ricerca sonora e la contaminazione, che avviene anche a livello stilistico, sia nell'accompagnamento, dove linee tipicamente funk tendono a sostituirsi ai più tradizionali accompagnamenti jazz, sia, più in generale, nella struttura del pezzo.

## Storia

### Jazz-rock

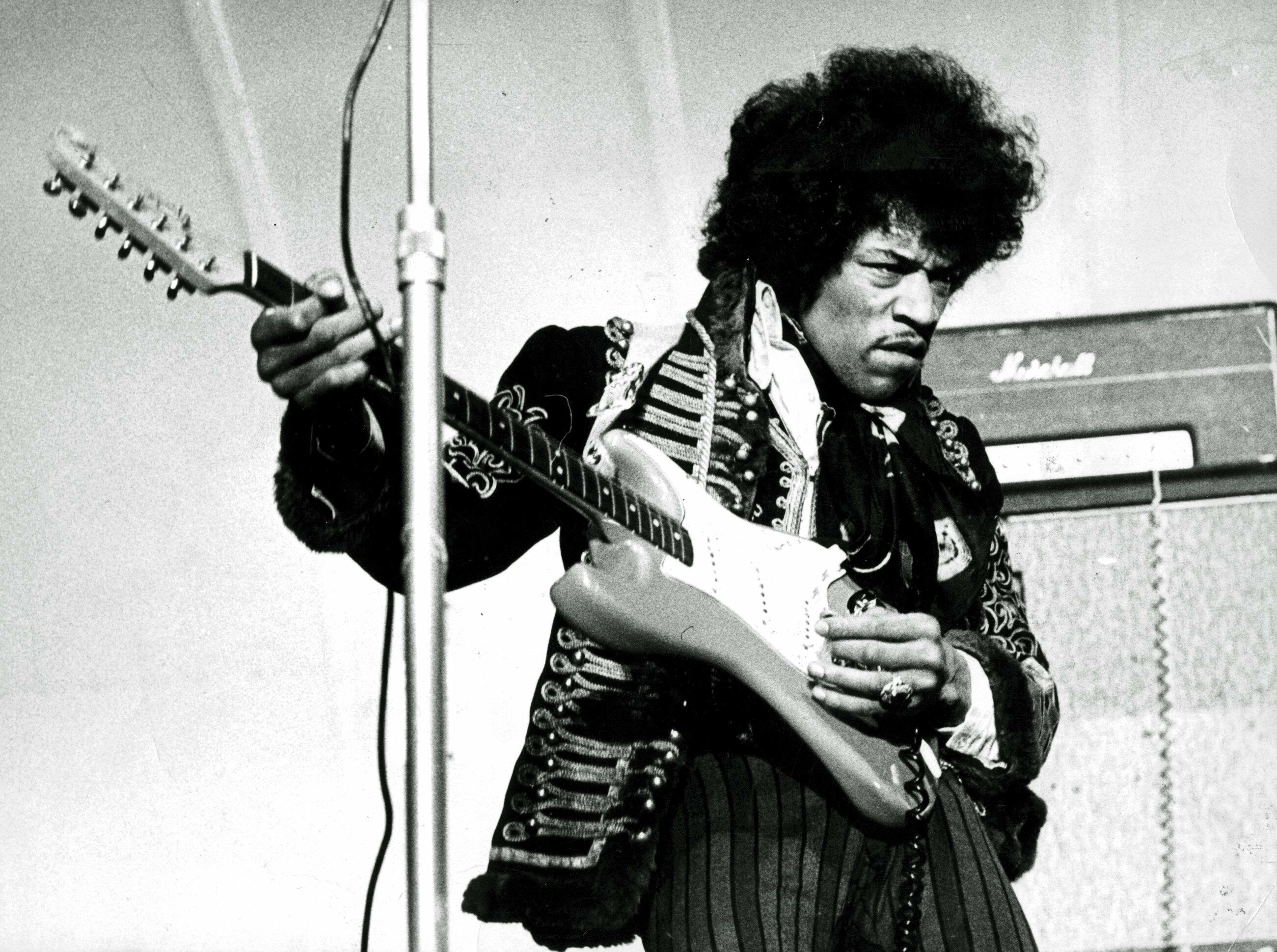
Hendrix a Stoccolma, Svezia nel 1967

Secondo quanto riporta Vincenzo Caporaletti nel suo Il jazz-rock europeo:
(Vincenzo Caporaletti, Il jazz-rock europeo, 2014)
Da parte della tradizione originatasi dal rock and roll, ciò significava attingere a nuovi livelli di responsabilità etica ed estetica, attraverso il primo inequivocabile manifestarsi di fenomeni destabilizzanti fra questi un virtuosismo sino ad allora inedito, con l’utilizzo di lunghe improvvisazioni strumentali, principalmente con la chitarra elettrica (in Gran Bretagna i Cream di Eric Clapton, negli USA Jimi Hendrix, Frank Zappa, i Grateful Dead di Jerry Garcia) e la ricerca di una funzione trascendente e conoscitiva del messaggio artistico anche mediante stati di coscienza artificialmente alterati.
Tra gli album che maggiormente hanno contribuito alla nascita della fusion vi sono Extrapolation (1969) di John McLaughlin e, secondo un'opinione condivisa da molti, Bitches Brew (1970) di Miles Davis, contaminato dalle sonorità elettriche di Are You Experienced di Hendrix (1967) e nel quale fanno capolino le tecniche di post-produzione del rock come, ad esempio, la sovraincisione e il loop.
Gli artisti che parteciparono alle session di Bitches Brew, ovvero Joe Zawinul, Chick Corea, Wayne Shorter, John McLaughlin e Lenny White, divennero dei nomi di punta del genere al pari delle loro formazioni. Zawinul e Shorter fondarono i Weather Report, tra i gruppi di maggiore successo del genere, Corea e White i Return to Forever, mentre McLaughlin inaugurò la Mahavishnu Orchestra e gli Shakti, caratterizzati da un sound dallo spiccato misticismo.

### Origini
È difficile stabilire una data di nascita della fusion: quello che è certo è che i processi che ne hanno determinato l'origine erano già in moto negli anni sessanta, mentre negli anni ottanta il genere aveva già raggiunto la piena maturità. La parola fusion è tuttavia antecedente: comparve per la prima volta alla fine degli anni cinquanta per definire la Third Stream Music di Gunther Schuller, un'ipotetica sintesi di musica contemporanea e jazz.
Nel corso degli anni sessanta si possono individuare le prime forme di fusione tra la musica jazz e la musica pop, indicate talvolta come jazz-pop (o pop-jazz). Si tratta di un dialogo bidirezionale tra i due generi musicali: in un primo momento sono gli artisti della popular music a guardare al jazz per rinnovare il proprio linguaggio, ma in seguito accade anche il contrario. All'inizio degli anni sessanta, i musicisti gospel stavano ammodernando la propria musica guardando sia al soul che al rock 'n roll che al jazz. Il songwriter Burt Bacharach, invece, scriveva raffinate canzoni pop, ma con una sofisticata ricerca armonica derivata dalla sua formazione jazzistica. Alla fine del decennio, si trovano gruppi provenienti dal rock che guardano al jazz per rinnovare il proprio linguaggio: tra gli altri Blood Sweat & Tears, Chicago Transit Authority e Soft Machine (e con loro, più in generale, la scena di Canterbury). Viceversa, ci sono stati diversi jazzisti che in questo periodo hanno optato per una semplificazione del proprio linguaggio e per una maggiore attenzione al coinvolgimento del pubblico, tra gli altri Ramsey Lewis, Wes Montgomery e Charles Lloyd. In ogni caso, non si può parlare del jazz-pop come un genere o uno stile musicale vero e proprio. È stata piuttosto una tendenza generica di avvicinamento tra due musiche, sviluppatasi in maniera molto differente tra i diversi musicisti che ne hanno fatto parte.

### Popolarità

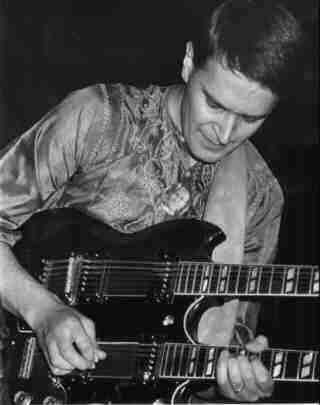
John McLaughlin nel 1973

A metà degli anni settanta il genere, ancora in forma prevalente di jazz rock, raggiunse una maturità e diffusione ormai planetaria: accanto ai principali esponenti della stilistica d'oltre oceano spiccano anche musicisti europei quali il violinista francese Jean Luc Ponty (in realtà di formazione davisiana), il suo connazionale e batterista Pierre Moerlen (Pierre Moerlen's Gong), gli inglesi ex canterburiani Soft Machine e i giapponesi Casiopea; in questa fase di transizione, iniziano a farsi strada artisti che, intuendo le potenzialità commerciali del genere, propongono composizioni via via più semplici o quanto meno più orecchiabili, in grado di arrivare anche ad un pubblico non necessariamente di estrazione jazz.
Altri artisti degni di nota sono il virtuoso del basso Jaco Pastorius, Al Di Meola che la rivista Guitar Player elesse "miglior chitarrista di sempre" per cinque anni consecutivi, Tony Williams e Allan Holdsworth. Il chitarrista californiano Lee Ritenour, i Crusaders, il tastierista brasiliano Eumir Deodato e lo statunitense Jeff Lorber influenzeranno ulteriormente lo scenario futuro. Anche il cantante italo-canadese Gino Vannelli e il celebre chitarrista Carlos Santana con alcuni suoi lavori contribuiranno non poco alla diffusione della fusion tra il grande pubblico.
È piuttosto esiguo il numero dei gruppi fusion che sono riusciti a entrare in classifica. Tra questi vi sono, oltre ai Weather Report, che hanno pubblicato diversi successi come Heavy Weather (1977), Mr. Gone (1978) e Night Passage, Herbie Hancock, che, dopo aver esplorato territori jazz-funk nei primi anni settanta, licenziò Headhunters (1973), l'album jazz più venduto fino a quel momento e George Benson, che rappresenta il lato più "commerciale" del genere.
Negli anni ottanta si assistette alla definitiva esplosione del genere, che divenne la maniera standard di suonare musica jazz elettrica/elettronica. In questo periodo la stilistica era rappresentata da artisti come Corea, Holdsworth, Gary Willis, Metheny, Michael Brecker e John Scofield tra gli altri. Nel frattempo, nacque la GRP Records, casa discografica newyorkese che ben presto divenne un punto di riferimento per gli artisti fusion in circolazione.

Secondo Caporaletti: 
(Vincenzo Caporaletti, Il jazz-rock europeo, 2014)